# Ricky Berens
Richard "Ricky" Berens (Charlotte (North Carolina), 21 april 1988) is een Amerikaanse voormalig zwemmer die gespecialiseerd was in de vrije slag en de vlinderslag. Hij vertegenwoordigde zijn vaderland op de Olympische Zomerspelen 2008 in Peking en op de Olympische Zomerspelen 2012 in Londen.
Hij studeerde aan de Universiteit van Texas in Austin en zwemt voor de Trojan Swim Club. Berens heeft een relatie met collega-zwemster Rebecca Soni.

## Carrière
Bij zijn internationale debuut, tijdens de Pan-Amerikaanse Spelen 2007 in Rio de Janeiro, eindigde Berens als vijfde op de 100 meter vlinderslag, op de 4x100 meter wisselslag veroverde hij samen met Randall Bal, Mark Gangloff en Andrew Grant de gouden medaille. Samen met Gabriel Woodward, Dale Rogers en Andrew Grant sleepte hij de zilveren medaille in de wacht op de 4x100 meter vrije slag, op de 4x200 meter vrije slag legde hij samen met Matthew Owen, Andrew Grant en Robert Margalis beslag op de zilveren medaille.
Berens zwom zich tijdens de Amerikaanse trials voor de Olympische Spelen 2008 verrassend naar een derde plaats op de 200 meter vrije slag, onder meer voor Klete Keller en zijn ploeggenoot bij de Longhorn Aquatics; David Walters. Hij veroverde zo een plaats in het Amerikaanse estafetteteam. Ook in de series op de Spelen zette hij de snelste Amerikaanse splittijd neer en zo zwom hij zich in de ploeg voor de finale samen met Michael Phelps, Ryan Lochte en Peter Vanderkaay.

### 2009-heden
Tijdens de wereldkampioenschappen zwemmen 2009 in Rome sleepte de Amerikaan samen met Michael Phelps, David Walters en Ryan Lochte de wereldtitel in de wacht op de 4x200 meter vrije slag. Op de 4x100 meter vrije slag vormde hij samen met Garrett Weber-Gale, Matt Grevers en Cullen Jones een team in de series, in de finale legde Grevers samen met Michael Phelps, Ryan Lochte en Nathan Adrian beslag op de wereldtitel. Voor zijn aandeel in de series ontving Berens de gouden medaille.
In Irvine nam Berens deel aan de Pan Pacific kampioenschappen zwemmen 2010, op dit toernooi eindigde hij als negende op de 200 meter vrije slag en werd hij uitgeschakeld in de series van zowel de 100 meter vrije slag als de 100 meter vlinderslag. Samen met Michael Phelps, Peter Vanderkaay en Ryan Lochte veroverde hij de gouden medaille op de 4x200 meter vrije slag. Op de wereldkampioenschappen kortebaanzwemmen 2010 in Dubai sleepte de Amerikaan samen met Peter Vanderkaay, Ryan Lochte en Garrett Weber-Gale de zilveren medaille in de wacht op de 4x200 meter vrije slag, op de 4x100 meter vrije slag eindigde hij samen met Nathan Adrian, Garrett Weber-Gale en Ryan Lochte op de vierde plaats.
Tijdens de wereldkampioenschappen zwemmen 2011 in Shanghai legde hij samen met Michael Phelps, Peter Vanderkaay en Ryan Lochte beslag op de wereldtitel op de 4x200 meter vrije slag.
In Londen nam Berens deel aan de Olympische Zomerspelen van 2012. Op dit toernooi strandde hij in de halve finales van de 200 meter vrije slag, op de 4x200 meter vrije slag veroverde hij samen met Ryan Lochte, Conor Dwyer en Michael Phelps de gouden medaille. Samen met Jimmy Feigen, Matt Grevers en Jason Lezak in de series van de 4x100 meter vrije slag, in de finale sleepten Nathan Adrian, Michael Phelps, Cullen Jones en Ryan Lochte de zilveren medaille in de wacht. Vanwege zijn deelname aan de series mocht ook Berens de zilveren medaille in ontvangst nemen.
Tijdens de wereldkampioenschappen zwemmen 2013 in Barcelona legde hij samen met Conor Dwyer, Charles Houchin en Ryan Lochte beslag op de wereldtitel op de 4x200 meter vrije slag. In november 2013 beëindigde Berens zijn professionele zwemcarrière.

## Resultaten
| Jaar | Olympische Spelen                                                                        | WK langebaan                                                          | WK kortebaan                             | PanPacs                                                                                    | Pan-Ams                                                                         |
| ---- | ---------------------------------------------------------------------------------------- | --------------------------------------------------------------------- | ---------------------------------------- | ------------------------------------------------------------------------------------------ | ------------------------------------------------------------------------------- |
| 2007 |                                                                                          | geen deelname                                                         |                                          |                                                                                            | 5e 100m vlinderslag · 4x100m vrije slag · 4x200m vrije slag · 4x100m wisselslag |
| 2008 | 4x200m vrije slag                                                                        |                                                                       | geen deelname                            |                                                                                            |                                                                                 |
| 2009 |                                                                                          | 4x100m vrije slag · Berens zwom enkel de series · 4x200m vrije slag   |                                          |                                                                                            |                                                                                 |
| 2010 |                                                                                          |                                                                       | 4e 4x100m vrije slag · 4x200m vrije slag | 18e 100m vrije slag · 9e 200m vrije slag · 16e series 100m vlinderslag · 4x200m vrije slag |                                                                                 |
| 2011 |                                                                                          | 4x200m vrije slag                                                     |                                          |                                                                                            | geen deelname                                                                   |
| 2012 | 9e 200m vrije slag · 4x100m vrije slag · Berens zwom enkel de series · 4x200m vrije slag |                                                                       | geen deelname                            |                                                                                            |                                                                                 |
| 2013 |                                                                                          | 4x200m vrije slag · 4x100m vrije slag · Berens zwom enkel de series · |                                          |                                                                                            |                                                                                 |

## Persoonlijke records

### Langebaan
| Afstand          | Tijd    | Datum        | Plaats       |
| ---------------- | ------- | ------------ | ------------ |
| 50m vrije slag   | 22,79   | 11 mei 2013  | Charlotte    |
| 100m vrije slag  | 48,44   | 10 juli 2009 | Indianapolis |
| 200m vrije slag  | 1.44,95 | 31 juli 2009 | Rome         |
| 50m vlinderslag  | 25,28   | 22 mei 2009  | Austin       |
| 100m vlinderslag | 51,98   | 9 juli 2009  | Indianapolis |

## Wereldrecords
| Afstand                                                | Tijd         | Datum        | Plaats |
| ------------------------------------------------------ | ------------ | ------------ | ------ |
| 4x200m vrije slag met M. Phelps, D. Walters, R. Lochte | 6.58,55 (WR) | 31 juli 2009 | Rome   |

1908: Derbyshire, Radmilovic, Foster, Taylor ·
1912: Healy, Champion, Boardman, Hardwick ·
1920: McGillivray, Kealoha, Ross, Kahanamoku ·
1924: O'Connor, Glancy, Breyer, Weissmuller ·
1928: Clapp, Laufer, Kojac, Weissmuller ·
1932: Miyazaki, Yusa, Yokoyama, Toyoda ·
1936: Yusa, Sugiura, Taguchi, Arai ·
1948: Ris, McLane, Wolf, Smith ·
1952: Moore, Woolsey, Konno, McLane ·
1956: O'Halloran, Devitt, Rose, Henricks ·
1960: Harrison, Blick, Troy, Farrell ·
1964: Clark, Saari, Ilman, Schollander ·
1968: Nelson, Rerych, Spitz, Schollander ·
1972: Kinsella, Tyler, Genter, Spitz ·
1976: Bruner, Furniss, Naber, Montgomery ·
1980: Kopljakov, Salnikov, Stoekolkin, Krylov ·
1984: Heath, Larson, Float, Hayes ·
1988: Dalbey, Cetlinski, Gjertsen, Biondi ·
1992: Lepikov, Pysjnenko, Tajanovitsj, Sadovy ·
1996: Davis, Hudepohl, Schumacher, Berube ·
2000: Thorpe, Klim, Pearson, Kirby ·
2004: Phelps, Lochte, Vanderkaay, Keller ·
2008: Phelps, Lochte, Berens, Vanderkaay ·
2012: Lochte, Dwyer, Berens, Phelps ·
2016: Dwyer, Haas, Lochte, Phelps ·
2020: Dean, Guy, Richards, Scott ·
2024: Guy, Dean, Richards, Scott